# HK Donbas (Handball)
HK Donbas (ukrainisch ГК Донбас), vollständiger Name Handbolnyj Klub Donbas (deutsch: Handballklub Donbas), ist ein Handballverein aus der Ukraine. Der ursprünglich aus Donezk stammende Klub spielte zuletzt in Mariupol. Frühere Namen des Vereins lauteten Spartak Donezk, Schachtar, HK Schachtar-Akademyja und Schachtar-SchWSM. Auf dem Vereinswappen führt der Verein ab 2017 den Namen Handball Club Donbas Donetsk Region.
Der Verein spielte bis zur Saison 2021/2022, die wegen des russischen Überfalls auf die Ukraine 2022 abgebrochen wurde, in der höchsten Handballliga der Ukraine, der Superliga. In den Jahren 1996, 1997 und 2002 wurde das Team ukrainischer Meister.

## Geschichte
Im Jahr 1983 wurde der Verein auf der Basis des Sportvereins „Spartak Donezk“ gegründet. 1985 stieg der Verein in die erste Liga der Sowjetunion auf. Bis 1996 spielte man unter dem Namen „Schachtar“, dann bis 2017 als „HK Schachtar-Akademyja“. In den Jahren 1996, 1997 und erneut 2002 wurde der Verein ukrainischer Meister. 2012 stieg das Team als Tabellenletzter ab, im Folgejahr gelang der Wiederaufstieg in die Superliga der Ukraine.
Bis 2014 war der Verein in Donezk beheimatet, musste die Stadt dann aber wegen der Übernahme durch russisch-separatistische Besatzer verlassen. Im Jahr 2017 wurde für den nun in Mariupol ansässigen Verein ein neuer Sponsor gefunden und der Handballklub in „Donbas“ umbenannt. Für die Teilnahme an der EHF Challenge Cup 2017/18 wurde der Name in „Schachtar-SchWSM“ geändert (die Abkürzung steht für „Sporthochschule“; ukrainisch Школа Вищої Спортивної Майстерності). In der ukrainischen Meisterschaft lief der Verein ab 2017 als HK Donbas auf. Der Verein absolvierte seine Heimspiele in Mariupol und trainierte in Saporischschja.
Nach dem russischen Überfall auf die Ukraine 2022 flüchteten viele der Spieler aus der Kriegsregion. Der HSV Solingen-Gräfrath nahm einige Spieler des Teams auf und tritt in der Regionalliga Nordrhein 2022/2023 als zusätzliches Team unter dem Namen HSV Gräfrath/Donezk an.
International spielte das Team ab 1995 im EHF-Pokal, in der EHF Champions League und im EHF Challenge Cup bzw. EHF European Cup. Im EHF-Pokal 1995/96 kam das Team bis ins Finale.

## Spieler
Spieler im Verein waren Jurij Hawrylow, Andrij Bytschychin, Mykola Scharko, Oleksandr Derbas, Serhij Stezjuk, Oleh Nahornyj, Oleksandr Hladun, Serhij Bilyk, Wolodymyr Habora, Serhij Jarowyj und Mykyta Tschernakow.

## Trainer
Trainer des Vereins war im Jahr 2018 Iwan Futschedschy, der den Verein schon 1983 trainiert hatte.